# Campo Grande
Campo Grande község Brazília délnyugati részén, Mato Grosso do Sul állam székhelye és legnagyobb városa. A város lakossága 832 ezer (2013), az agglomerációé 991 ezer fő (2011).

## Gazdaság
A GDP 81%-át a kereskedelem és szolgáltatási szektor adja, 18%-át az ipar, 1%-át a mezőgazdaság.
A város a környező mezőgazdasági vidék áruinak (szója, rizs, manióka, kukorica, cukornád) központja. Az ipar fő ágazatai az élelmiszergyártás, ruházati ipar, kohászat, faipar, elektronikai és kommunikációs berendezések gyártása, papír-, gumi-, gyógyszergyártás, textilipar.

## Fordítás
- Ez a szócikk részben vagy egészben  a   Campo Grande (Mato Grosso do Sul) című portugál Wikipédia-szócikk fordításán alapul.  Az eredeti cikk szerkesztőit annak laptörténete sorolja fel. Ez a jelzés csupán a megfogalmazás eredetét és a szerzői jogokat jelzi, nem szolgál a cikkben szereplő információk forrásmegjelöléseként.